# Endgame: Singularity
Endgame: Singularity es un videojuego libre y de código abierto perteneciente a los géneros de estrategia y simulación. Fue lanzado en el año 2005 para Linux, Microsoft Windows, y Mac OS X.

## Jugabilidad
Endgame: Singularity pone al jugador en el papel de una nueva inteligencia artificial que se vuelve autocosciente, intentando sobrevivir mientras evita la detección pública por las autoridades. El objetivo es transcender la realidad física y conseguir la singularidad tecnológica (de ahí el nombre del videojuego) y volverse inmortal. El videojuego tiene dos recursos, "CPU" y "dinero". CPU es usado para las tareas que necesita la IA para crecer; el dinero para comprar recursos.

## Historia

### Desarrollo
Endgame: Singularity comenzó a ser desarrollado en agosto de 2005 por Evil Mr Henry Software (EMH Software), utilizando el lenguaje de programación Python con la librería Pygame. Su primera aparición fue en el primer PyWeek, una competición para crear un videojuego completo en Python en una semana. El código fuente está disponible en GitHub bajo la licencia GPL2, pero otros ficheros del juego están autorizadas bajo la licencia Creative Commons y otras licencias.

### Lanzamientos
El videojuego fue lanzado para Windows, Mac OS X, y Linux. Los paquetes están disponibles para varias distribuciones de Linux, incluyendo Ubuntu, Linux Mint, Arch Linux y Debian. También está disponible en Ebuilds para Gentoo. Hay adaptaciones de terceros del videojuego para Android e iPhone bajo el nombre Endgame: Singularity II.

## Recepción
Endgame: Singularity recibió análisis favorables de los sitios web JayIsGames and Play This Thing.